# Mysateles garridoi
Mysateles garridoi е вид бозайник от семейство Хутиеви (Capromyidae).

## Разпространение
Видът е разпространен във влажните гори на Куба.